# Hilișeu-Horia
Hilișeu-Horia is een Roemeense gemeente in het district Botoșani.
Hilișeu-Horia telt 3659 inwoners.